# Пую, Кристи
Кристи Пу́ю (рум. Cristi Puiu, 3 апреля 1967 года, Бухарест) — румынский кинорежиссёр и сценарист.

## Биография
Занимался живописью, в 1992 году поступил на отделение живописи в Высшую школу визуальных искусств в Женеве. Через год бросил Школу, стал заниматься кино.
Два первые фильма Пую были замечены критикой и получили премии. Мировой успех пришел к нему с фильмом «Смерть господина Лазареску» (2005), за который он получил 47 премий. Был сценаристом фильма Лучиана Пинтилие «Ники Арделян, полковник в отставке» (во франц. прокате — «Ники и Фло», 2003).

## Фильмография
- 2001 — Товар и деньги / Marfa şi banii
- 2004 — Блок «Кента» и пакет кофе / Un cartuş de Kent şi un pachet de cafea
- 2005 — Смерть господина Лазареску / Moartea domnului Lăzărescu
- 2010 — Аврора / Aurora
- 2014 — Мосты Сараево / Bridges of Sarajevo
- 2016 — Сьераневада / Sieranevada
- 2020 — Мальмкрог / Malmkrog
- 2023 — MMXX

## Награды
- Кавалер национального ордена «За заслуги» (20 июня 2006 года)[1]